# Miriam Leitão
{{Info/Jornalista
Míriam Azevedo de Almeida Leitão (Caratinga, 7 de abril de 1953) é uma jornalista e apresentadora de televisão brasileira. Apresenta o GloboNews Miriam Leitão, faz comentários no Bom Dia Brasil e na coluna Panorama Econômico de O Globo. É titular da cadeira 7 da Academia Brasileira de Letras.

## Biografia
Miriam Azevedo de Almeida Leitão nasceu em Caratinga, Minas Gerais, filha do Reverendo Uriel de Almeida Leitão, pernambucano, e de Mariana Azevedo de Almeida Leitão, mineira. Formada na Universidade de Brasília (UnB), exerce a profissão há 40 anos. Iniciou sua carreira em Vitória, estado do Espírito Santo, tendo atuado em diversos órgãos de comunicação, seja em jornal, rádio e televisão, tais como Gazeta Mercantil, Jornal do Brasil, Veja, O Estado de S. Paulo, O Globo, Rede Bandeirantes, Rádio CBN, Globo News e TV Globo. Foi repórter de assuntos diplomáticos da Gazeta Mercantil e editora de economia do Jornal do Brasil.
Em 1972, quando estava grávida, foi presa e torturada física e psicologicamente pela ditadura militar brasileira por ser militante do Partido Comunista do Brasil (PCdoB).
Desde 1991 é funcionária do Grupo Globo, na época ela ganhou uma coluna no jornal O Globo. Em 1996, ela passou a ser comentarista de economia do Jornal Hoje ao lado de Fátima Bernardes. Após a saída do JH, Miriam focou na área econômica e se tornou colunista de economia do Bom Dia Brasil, assumindo função que era de Ana Paula Padrão. Em 2003, ela assumiu o Espaço Aberto Economia, substituindo Joelmir Betting que havia sido demitido por participar de comercial.

## Militância contra a ditadura militar
Durante a ditadura militar brasileira, Miriam Leitão foi levada pela Polícia Federal, junto ao seu então namorado Marcelo Netto, para o quartel do Exército em Vila Velha, cidade próxima a capital Vitória, no Espírito Santo na manhã do dia 3 de dezembro de 1972, com 19 anos de idade. Quando chegou ao quartel foi separada de Marcelo, e coagida por cães pastores.
Miriam foi levada para uma sala grande e vazia e foi iniciado o processo de tortura. Obrigada a ficar nua diante de 13 homens ao total, sendo 10 soldados  e 3 homens à paisana, sendo ameaçada constantemente de estupro. Miriam foi deixada sozinha na sala escura junto a uma cobra Jiboia também chamada Miriam. O interrogatório só veio após esses momentos de tortura, dos quais ela não sabe dizer ao certo o tempo corrido. Em seu interrogatório sofreu violências físicas como chutes, tapas, puxões de cabelo e sua cabeça era batida na parede provocando lesões que não foram tratadas. Mesmo grávida de 1 mês Miriam não recebeu alimentação, ficando sem comer por 48 horas, não teve direito a um advogado e nem realizar ou receber telefonemas. Apenas 3 dias após sua prisão seu pai recebeu, em Caratinga, um telefonema anônimo de uma mulher dizendo que ela tinha sido presa.
Miriam Leitão saiu 3 meses depois, grávida de 4 meses e pesando 39 kg, com deficiência de vitamina D por falta de sol e com riscos de perder seu bebê por ter desenvolvido anemia. Ela carregou e carrega consigo traumas das violências físicas e psicológicas sofridas naquele quartel do qual achou que não teria chance alguma de sobrevivência. Levada de uma sala para outra, numa área administrativa do quartel, onde passava por outras sessões de perguntas, sempre as mesmas, tudo aos gritos, para manter o clima de terror, de intimidação, simulando fuzilamento e sendo ameaçada por arma de fogo, foi assediada sexualmente.
Miriam relata que a situação só ficou um pouco menos pior, quando 3 desses soldados voltaram para o Rio de Janeiro, pois não tinham mais oque perguntar, então trocaram ela de cela, colocando na cela coletiva. Quando foi assinar o inquérito, Miriam encontrou-se com Marcelo, que ela achava que estava morto, quando os militares saíram da sala, Miriam foi falar com Marcelo, mas ele fez o sinal para ficar calada, pois a sala estava toda grampeada, depois disso Marcelo foi levada para o Rio de Janeiro e posto em uma cela solitária, onde ficou por longos nove messes. Miriam e os outros presos se encontraram na 2ª Auditoria da Aeronáutica, para o que eles chamam de sumário de culpa, o único momento em que o réu fala, ela já estava gravida de sete meses. O processo, que envolvia 28 pessoas, a maioria garotos da nossa idade, nos acusava de tentativa de organizar o PCdoB no estado, de aliciamento de estudantes, de panfletagem e pichações. Miriam conta que a maioria foi absolvido, porem Marcelo foi condenado a 1 ano de prisão, ambos nunca pediram indenização, mas Miriam relata que gostaria de um pedido de desculpas, pois lhe traria a confiança que seus netos não viverão oque ela viveu, em sua fala ela diz: É preciso reconhecer o erro para não repeti-lo. As Forças Armadas nunca reconheceram o que fizeram.

## Estilo
Conhecida por ser uma "comentarista econômica" e pela "fama de brigona", o choro da jornalista ao falar sobre a morte de Zilda Arns contrapõe, segundo Alberto Dines, "o mito da objetividade" e "torna a profissão do jornalista menos burocrática, menos fleumática". Para o comentarista econômico Carlos Alberto Sardenberg, ela "nunca se contentou com as explicações oficiais.
No jornal O Globo onde é colunista e em seu blog, Mirian Leitão publicou uma matéria denominada "Miséria do Debate" onde acusava a algumas pessoas de distorcer certas realidades. Declarou que os jornalistas Reinaldo Azevedo e Rodrigo Constantino são pessoas que pertencem a "direita hidrófoba" pelas denúncias que faziam sobre o então governo petista. Ela citou a declaração da ombudsman do jornal Folha de S.Paulo, Suzana Singer, que denominou Reinaldo Azevedo de “rottweiller”, pois este fora recentemente contratado por aquele jornal para publicar uma coluna semanal. Escreveu de forma considerada forte como a frase: Os epítetos “petralhas” e “privataria” se igualam na estupidez reducionista. Termos este utilizados por ambos jornalistas em suas matérias.

## Reportagem, opinião e análise
Durante a Crise Financeira Internacional, em 29 de junho de 2009, Miriam Leitão escreveu o seguinte sobre a previsão de crescimento do então Ministro Guido Mantega de 4,5% do PIB de 2010: "Ele fez uma afirmação de que em 2010 o Brasil está preparado para crescer 4,5%. É temerário dizer isso". De fato, o alto crescimento de 7,5% daquele ano foi acima do potencial do PIB e fez a inflação se distanciar do centro da meta durante todo o mandato da presidente Dilma Rousseff. Ainda em 2009, Míriam Leitão alertava que os fortes empréstimos dados pelo BNDES ao grupo de Eike Batista não eram saudáveis à economia e expunham o banco a riscos de poucos grandes grupos. Em 2013, várias empresas do grupo entraram em concordata.
Em decorrência da morte do ex-presidente argentino Néstor Kirchner no dia 27 de outubro de 2010, Miriam postou em seu blog que com a morte do ex-presidente "acaba o Kirchnerismo", no sentido de que o estilo de governar do presidente argentino estaria chegando ao fim. No dia 23 de outubro de 2011, Cristina Kirchner foi reeleita presidente da Argentina no primeiro turno das eleições, mas a grave crise econômica que atingiu o país nos anos seguintes fez sua popularidade cair drasticamente. Pesquisa de 2014 já apontava que 67,5% dos argentinos desaprovavam o seu governo. No ano de 2014, o país entrou em nova moratória e o que agravou sua crise cambial.

### Governo Dilma
Míriam Leitão tem alertado para o congelamento de vários preços da economia brasileira, entre eles, o da gasolina e da energia elétrica. A jornalista opina que essa não é a melhor estratégia para conter o IPCA, pois provoca distorções na economia. No caso da gasolina, a Petrobras seria a principal prejudicada, pois é obrigada a importar o produto e revender internamente a um preço mais baixo, tendo enormes prejuízos em seus caixa e aumentando o seu nível de endividamento. No caso das tarifas de energia elétrica, a expectativa de forte aumento da tarifa a partir de 2015 faz com que as previsões para a inflação continuem elevadas, dificultando o trabalho do Banco Central.
Quanto à causa da crise econômica no governo Dilma, Miriam Leitão escreve em seu livro História do futuro que "o governo culpou a crise externa e o fato de o mundo não estar completamente reestabelecido do abalo de 2008. Não foi essa a causa. O determinante foi a política econômica à qual o primeiro mandato tentou dar ares de ciência, definindo-a como 'a nova matriz macroeconômica'. Essa suposta teoria teve morte rápida por falência múltipla das premissas". O congelamento dos preços dos combustíveis mencionado no parágrafo anterior fazia parte da nova matriz.

### Governo Bolsonaro
A jornalista criticou o governo de Bolsonaro desde antes de sua campanha bem sucedida para presidente e Bolsonaro sempre respondeu seus ataques. Esse confronto culminou com a repercussão global em julho de 2019.[carece de fontes?] Em julho, Leitão avaliou que Bolsonaro transita entre o "grotesco e o perigoso"; "A lista dos perigos é tão extensa quanto a das tosquices. É importante ficar atento. O governo Bolsonaro tem um padrão. Ele vai encurralando e desmoralizando os órgãos públicos"
No dia 19 de julho de 2019, Jair Bolsonaro afirmou que a jornalista "foi presa quando estava indo para a Guerrilha do Araguaia para tentar impor uma ditadura no Brasil" e repetiu duas vezes que Miriam "mentiu sobre ter sido torturada" e vítima de abuso em instalações militares durante a ditadura militar que governava o país. Em nota, lida no Jornal Nacional, a Rede Globo repudiou as afirmaçoes de Bolsonaro sobre a sua funcionária. "[...] Essas afirmações do presidente causam profunda indignação e merecem absoluto repúdio. Em defesa da verdade histórica e da honra da jornalista Miriam Leitão, é preciso dizer com todas as letras que não é a jornalista quem mente. Miriam Leitão nunca participou ou quis participar da luta armada. À época militante do PCdoB, Miriam atuou em atividades de propaganda. Ela foi presa e torturada, grávida, aos 19 anos, quando estava detida no 38º Batalhão de Infantaria em Vitória. [...] A jornalista foi julgada e absolvida de todas as acusações formuladas contra ela pela ditadura. A absolvição se deu em todas as instâncias. [...]"

## Edição na página da Wikipédia
Em 8 de agosto de 2014, uma matéria do portal de O Globo afirmou que um dispositivo conectado à internet através da rede sem fio do Palácio do Planalto alterou, em maio de 2013, informações das páginas de Miriam e Carlos Alberto Sardenberg na Wikipédia, com o objetivo de difamá-los. As informações inseridas no artigo de Miriam qualificavam suas análises e previsões econômicas como "desastrosas", além de acusá-la de ter defendido "apaixonadamente" o banqueiro Daniel Dantas quando este foi preso pela Polícia Federal. Esta última acusação ocorreu em razão de comentário de Miriam na Rádio CBN onde ela defendia a inocência de Dantas.
O Palácio do Planalto, em nota, explicou que não possui maneiras de identificar o autor das críticas, uma vez que o endereço IP usado na alteração era utilizado tanto pela sua rede interna quanto pela rede sem fio do Palácio. Isso possibilitaria a qualquer visitante do Planalto realizar tal alteração.
As Organizações Globo foram criticadas por divulgar alterações das biografias de seus contratados na Wikipédia, ferramenta de caráter colaborativo e aberta à edição de todos e que, segundo seu próprio criador, Jimmy Wales, não deve ser usada como fonte primária de informação. Também foram criticadas por só terem noticiado as alterações em plena campanha eleitoral de 2014. No dia seguinte ao da reportagem d'O Globo, o jornalista Miguel do Rosário divulgou que um usuário que navegava através da rede da Companhia de Processamento de Dados do Estado de São Paulo (ligado ao governo do estado, que na época era ocupado pelo PSDB, que faz oposição ao PT) inseriu uma calúnia na biografia do músico Raul Seixas e apontou que a Globo não deu a mesma atenção ao caso. Ele também relatou que já visitou o Palácio do Planalto e que teve acesso à senha da rede sem fio do gabinete presidencial e que qualquer visitante poderia ter efetuado a edição.
Em 11 de setembro de 2014, uma Comissão de Sindicância Investigativa identificou um servidor público ocupante de cargo efetivo como autor das alterações dos verbetes da Wikipédia sobre Miriam Leitão e Carlos Alberto Sardenberg. Em audiência realizada no Juizado Especial Criminal de Brasília, em 20 de agosto de 2015, o servidor público aceitou a proposta de transação penal. A comprovação da obrigação, com vista à extinção do processo por calúnia, difamação e injúria, é feita mediante relatório e folha de frequência no cartório do Juizado Especial Criminal.

## Obras
Tem onze livros publicados. Pela Editora Record, “Convém Sonhar” (2010) e “Saga Brasileira: A longa luta de um povo por sua moeda” (2011). O “Saga” ganhou o Jabuti de "Livro Reportagem" e o Jabuti de "Livro do Ano de Não Ficção", da Câmara Brasileira do Livro em 2012. Em 2013, lançou o infantil “A Perigosa Vida dos Passarinhos Pequenos”,  que recebeu da Fundação Nacional do Livro Infantil o selo de “Altamente Recomendável”, em 2014, “A menina de Nome Enfeitado” e, em 2015 “Flávia e o Bolo de Chocolate”, ambos pela Editora Rocco. Pela Editora Intrínseca, a ficção “Tempos Extremos” (2014), "História do Futuro" (2015), "A Verdade é Teimosa" (2017), o livro de crônicas "Refúgio no Sábado" (2018), "A Democracia na Armadilha" (2021) e "Amazônia na Encruzilhada" (2023).
- Convém Sonhar (2010)[41]
- Saga Brasileira: A longa luta de um povo por sua moeda (2011)[42]
- A Perigosa Vida dos Passarinhos Pequenos (2013)
- Tempos Extremos (2014)
- A Menina de Nome Enfeitado (2014)
- Flávia e o Bolo de Chocolate (2015)
- História do Futuro: O horizonte do Brasil no século XXI (2015)
- A Verdade é Teimosa: Diários da Crise que Adiou o Futuro (2017)[43][44][45]
- Refúgio no sábado (2018)[46][47]
- A Democracia na Armadilha: Crônicas do Desgoverno (2021)[48][49]
- Amazônia na Encruzilhada: O poder da destruição e o tempo das possibilidades (2023)[50][51]

## Prêmios
Míriam Leitão é a terceira jornalista brasileira mais premiada de todos os tempos, de acordo com ranking elaborado pelo Jornalistas & Companhia, no ano de 2013.
Entre os prêmios recebidos estão: Jornalismo Econômico Ayrton Senna, Jornalista do Ano pela Ordem dos Economistas do Brasil, da Federação Internacional de Jornalistas pelo combate à desigualdade racial, o prêmio “Maria Moors Cabot” da Universidade de Columbia, nos Estados Unidos, Prêmio de Jornalismo Econômico Ibero-Americano de 2012, Prêmio Vladimir Herzog de Anistia e Direitos Humanos de 2012. Vários Prêmios Comunique-se nas categorias de jornalismo impresso e eletrônico. Prêmio Esso de Informação Científica e Ambiental em 2013, pela reportagem feita com os índios Awá com o fotógrafo Sebastião Salgado.
- Jornalismo para Tolerância - 2003 (Federação Internacional de Jornalistas – FIJ)
- Orilaxé - 2003 (Grupo AfroReggae)
- Ayrton Senna de Jornalismo Econômico - 2004
- Camélia da Liberdade - 2005 (Ceap – Centro de Articulação de Populações Marginalizadas)
- Maria Moors Cabot Prize - 2005 (Escola de Jornalismo da Universidade de Colúmbia)
- Jornalista Econômico 2007, concedido pela Ordem dos Economistas do Brasil
- Prêmio Jabuti - 2012, Livro do Ano de não ficção e Livro-Reportagem, com "Saga brasileira: a longa luta de um povo por sua moeda"[53]
- Jornalista mais admirada do país, junto com Ricardo Boechat - 2014[54]
- Prêmio Liberdade de Imprensa - 2017, Associação Nacional de Jornais (ANJ)[55]